# Polska na zawodach Pucharu Europy w Lekkoatletyce 2008
Polska na zawodach Pucharu Europy w Lekkoatletyce 2008 – wyniki reprezentacji Polski w 29. edycji Pucharu Europy w 2008.
Zarówno reprezentacja żeńska, jak i reprezentacja męska wystąpiły w zawodach Superligi (I poziom rozgrywek), które odbyły się w dniach 21–22 czerwca 2008 w Annecy. Była to ostatnia edycja zawodów, zastąpionych przez drużynowe mistrzostwa Europy w lekkoatletyce.

## Mężczyźni
Polska zajęła 2. miejsce wśród ośmiu zespołów, zdobywając 98 punktów.
- 100 m: Łukasz Chyła – 6 m. (10,50)
- 200 m: Marcin Jędrusiński – 6 m. (20,81)
- 400 m: Piotr Kędzia – 5 m. (46,04)
- 800 m: Marcin Lewandowski – 2 m. (1:50,13)
- 1500 m: Bartosz Nowicki – 5 m. (3:43,00)
- 3000 m: Łukasz Parszczyński – 5 m. (8:05,75)
- 5000 m: Marcin Chabowski – 6 m. (14:17,45)
- 110 m ppł: Dominik Bochenek – 6 m. (13,86)
- 400 m ppł: Marek Plawgo – 2 m. (49,44)
- 3000 m z przeszkodami: Tomasz Szymkowiak – 5 m. (8:37,30)
- skok wzwyż: Grzegorz Sposób – 7 m. (2,15)
- skok o tyczce: Przemysław Czerwiński – 2 m. (5,55)
- skok w dal: Marcin Starzak – 2 m. (8,09)
- trójskok: Mateusz Parlicki – 8 m. (16,09)
- pchnięcie kulą: Tomasz Majewski – 2 m. (20,32)
- rzut dyskiem: Piotr Małachowski – 3 m. (63,20)
- rzut młotem: Szymon Ziółkowski – 1 m. (79,26)
- rzut oszczepem: Igor Janik – 3 m. (75,65)
- sztafeta 4 × 100 m: Dariusz Kuć, Łukasz Chyła, Kamil Masztak, Marcin Jędrusiński – 2 m. (38,61)
- sztafeta 4 × 400 m: Rafał Wieruszewski, Piotr Kędzia, Piotr Klimczak, Kacper Kozłowski – 4 m. (3:03,16)

## Kobiety
Polska zajęła 4. miejsce wśród ośmiu zespołów, zdobywając 86 punktów.
- 100 m: Daria Korczyńska – 7 m. (11,39)
- 200 m: Ewelina Klocek – 5 m. (23,51)
- 400 m: Agnieszka Karpiesiuk – 7 m. (53,15)
- 800 m: Anna Zagórska-Rostkowska – 3 m. (2:01,82)
- 1500 m: Sylwia Ejdys – 1 m. (4:19,17)
- 3000 m: Lidia Chojecka – 1 m. (9:03,49)
- 5000 m: Dorota Gruca – 7 m. (16:21,76)
- 100 m ppł: Aurelia Trywiańska – 7 m. (12,82)
- 400 m ppł: Anna Jesień – 2 m. (54,81)
- 3000 m z przeszkodami: Wioletta Frankiewicz – 3 m. (9:39,60)
- skok wzwyż: Kamila Stepaniuk – 8 m. (1,80)
- skok o tyczce: Anna Rogowska – 2 m. (4,66)
- skok w dal: Teresa Dobija – 7 m. (6,35)
- trójskok: Małgorzata Trybańska – 7 m. (13,39)
- pchnięcie kulą: Krystyna Zabawska – 5 m. (17,99)
- rzut dyskiem: Joanna Wiśniewska – 3 m. (59,01)
- rzut młotem: Kamila Skolimowska – 4 m. (71,07)
- rzut oszczepem: Urszula Jasińska – 7 m. (55,45)
- sztafeta 4 × 100 m: Ewelina Klocek, Daria Onyśko, Dorota Jędrusińska, Marta Jeschke – 6 m. (43,53)
- sztafeta 4 × 400 m: Zuzanna Radecka, Monika Bejnar, Jolanta Wójcik, Grażyna Prokopek – 7 m. (3:28,05)